# Предатель (фильм, 1926)
«Предатель» — советский немой фильм 1926 года режиссёра А. Роома, по мотивам рассказа Льва Никулина «Матросская тишина».
Фильм сохранился не полностью. Долгое время считался утраченным, ныне доступно около 25 минут начала фильма.

## Сюжет
1905 год. Приморский город (Одесса), в «весёлом доме» мадам Гюйо начальник охранного отделения фон Диц рассматривает фотопрейскурант на «товар», и выбрав девушку остаётся на ночь.
Здесь же у проститутки Ванды ночует штурман Нератов. Его разыскивает его соратник по революционной борьбе Неизвестный матрос, чтобы предупредить об опасности — арестован один из товарищей — Борис, и теперь планируемому делу грозит провал. Но хозяйка публичного дома мадам Гюйо выпроваживает матроса, и тому лишь на утро удаётся встретиться с Нератовым.
Утром фон Диц, придя на службу, допрашивает арестованного большевика Бориса с парохода «Саратов», и вместо него посылает на пароход провокатора — агента «Рябину».
Узнав от провокатора о том, что на пароходе «Саратов», который должен везти политических ссыльных на Сахалин, готовится восстании команды, охранка арестовывает и расстреливает пятерых матросов-революционеров. Неизвестный матрос, отстреливаясь ранит провокатора выстрелом в руку, но схваченный жандармами, не успевает разглядеть его в лицо.
1925 год. Следователю Соколову поручено разбирательство дела о провале восстания на «Саратове». Из участников событий тех дней находятся Неизвестный матрос, состарившаяся проститутка Ванда, струсивший при восстании механик, и штурман Нератов… После запутанной цепи ложных подозрений Неизвестный матрос узнаёт, кто же был провокатором.

Неизвестный немым свидетелем, таинственным детективом, суровым судьей проходит через весь фильм, а в нём через две эпохи. Он — единственный знавший, кто выдал революционных матросов в 1905-м, долгие годы ищущий предателя и наконец в 1925 году нашедший и разоблачивший его. Этот Неизвестный, как символ неизбежности революционного возмездия кажется пришедшим из поэтического, романтического кинематографа.— киновед Ирина Гращенкова - Киноантропология XX/20, 2014 год

## В ролях
- Николай Панов — Парчевский, штурман дальнего плаванья
- П. Коризно — Николай Нератов-Зимин, штурман, революционер, предатель — агент охранки «Рябина»
- Мария Паршина — Наташа Зимина, его сестра
- Николай Радин — Павел Павлович фон Диц, начальник охранного отделения
- Давид Гутман — Курбатов, секретарь фон Дица
- Артемий Ай-Артян — Борис, матрос-большевик
- Николай Охлопков — Неизвестный матрос
- Евгения Хованская — мадам Гюйо, хозяйка публичного дома
- Тамара Оганезова — Ванда, проститутка
- Софья Магарилл — проститутка
- Анна Стэн — проститутка
- Мария Шленская — старая проститутка
- Борис Шлихтинг — сутенёр публичного дома
- Наум Рогожин — тапёр в публичном доме
- Леонид Юренев — капитан
- Константин Давидовский — прокурор
- В. Поддубный — Соколов, следователь
- Тамара Адельгейм — девочка Лиля
- Константин Ефимов
- Нина Ли — эпизод

## Съёмки
В буклете режиссёр так определил главную задачу фильма:

«Предатель» должен быть первой советской картиной высокого зрительного напряжения. Неожиданность. Внезапность. Неизвестность. Вот три основных чисто кинематографических момента, которые были положены мною в основу построения сценария и композиции действия «Предателя»…— режиссёр фильма Абрам Роом
Сценарий фильма писался по повести Льва Никулина «Матросская тишина», опубликованной в журнале «Новый мир», при этом было введено, изменяя всю фабульную линию рассказа, новое действующее лицо — Неизвестный матрос — на первый взгляд второстепенный герой:

Окрестили мы его Неизвестным с большой буквы не случайно — тут сказалась общая для нас с Охлопковым принадлежность к школе Мейерхольда. Во время постановки «Маскарада» Лермонтова на сцене Александрийского театра в 1917 году Мейерхольд, как известно, по-новому трактовал фигуру Неизвестного и второстепенный персонаж пьесы приобрел в спектакле первопланное значение. дал новое истолкование образа Неизвестного. По Мейерхольду, Неизвестный — это главное действующее лицо драмы— ассистент режиссёра С. И. Юткевич
Фильм был снят за два месяца, натурные съёмки велись в Одессе, но в целом картина делалась в павильоне — было построено более тридцати декораций.
Декорации были символичны — так комната проститутки в публичном доме была разрисована парусниками — «точь-в-точь как в кабачке из первого видения лирической драмы А. Блока „Незнакомка“», а декорации ресторана с вращающимся столом, были выполнены по примеру трактира «Самокат», существовавшего в Нижнем Новгороде и описанного Максимом Горьким.
Фильм — дебютная, но незаметная по оценке киноведа Л. Аркус («ничего общего с барнетовской Наташей Коростелёвой») роль в кино будущей известной актрисы Анны Стэн.

## Критика
Современная фильму критика резко негативно восприняла фильм, положительно отмечая лишь игру актёров и декорации:

Критика обрушила на «Предателя» массированный удар. Было сказано много справедливого — о подчинении главной темы ходам искусственной интриги, о чрезмерном увлечении режиссёра побочными обстоятельствами, и много несправедливого. Но Юткевича хвалили. Его декорации произвели впечатление, хотя слышались упреки и в чрезмерности, перенасыщенности кадров изощрёными вещами.— киновед Михаил Зиновьевич Долинский
И хотя были и положительные отзывы о режиссёрской работе:

А «Предатель»? Разве не на деталях построен там весь фильм? Струйки воды из крана. Деньги фон Дица. Веер в публичном доме. Рука предателя… И к ним — общий тон картины. Уже не только культура, — а изощренность. Не просто кадр, а — утонченный кадр. Какая-то эстетика виртуоза. Своеобразно преломленный уайльдизм…Черточки стиля? Отвинченная рука и невидимый расстрел в «Предателе». Когда смотришь картину Роома — отсутствует впечатление советской работы. Кажется, что — заграничный продукт (комплимент в данном случае — скверный). И девять десятых вины — в сценарии. Но он неотделим от режиссёрской работы. Ответственен за него — Роом.— В. В. Недорово, журнал «Кино», Ленинград, № 49 за 7 декабря 1926 года
Но в целом фильм считался неудачей режиссёра, даже его ассистент С. И. Юткевич критически относился к фильму:

Картину «высокого зрительного напряжения», о чём мечтал Роом, ему сложить не хватило умения, не помогла и «штопка» Шкловского — советский триллер американского образца в результате не состоялся. … Охлопков исполнял своего Неизвестного в благородной, сдержанной манере «темповой» игры, но сюжетных поступков у его персонажа было мало, он явился лишь «вставной фигурой» в примитивно-детективном фильме, который в целом не удался.
С такой же оценкой фильм вошёл в историю советского кино, во многом из-за сценария, с его низким идейным содержанием, в отличие от его предыдущей картины «Бухта смерти»:

Но в следующей его картине, «Предатель» (1926), они привели к забвению идейной задачи постановки и к эстетизации самых отвратительных сторон дореволюционной жизни. Уже сам Никулин, разработавший рассказ как детектив, сосредоточил внимание читателей не на революционной деятельности моряков, а на ходе разоблачения провокаторов. Роом углубил эту ошибку писателя, почти полностью вытравив из фильма его революционное содержание и развернув значительную часть действия в «роскошном» публичном доме, завсегдатаем которого был провокатор. И фильм превратился в безидейное приключенческое произведение, к тому же рассчитанное на нездоровые интересы отсталой части зрителей.— Очерки истории советского кино: 1917-1934 / Институт истории искусств. - М.: Искусство, 1956. - стр. 230
Критики XXI века с интересом рассматривают фильм, так киновед Ирина Гращенкова отмечает, что значительны у режиссёра А. Роома и неудачи, и считавшийся пропавшим фильм долгое время интриговал историков кино, а британский киновед и преподаватель Кембриджского университета Эмма Уоллис обратила внимание на декорации фильма.

## Рецензии
- Загорский М. — И все же — это лучше средней европейской фильмы // «Советский экран», № 42, 1926. — с. 4—5
- Валерии С. — «Предатель» // «Новый зритель», 1926, № 41, с. 17—18.
- Перцов — «Предатель» // Кино (Москва), 5 октября 1926
- Б. п. — «Предатель». Совкино // Кино (Ленинград), 12 октября 1926
- Б. п. — «Предатель». Совкино // Экран, № 38, 1926. — стр. 13
- Гехт С. — «Предатель» // «Кино» (Москва), 1926, 20 июля.
- Херсонский Х. — Борьба фактов, взглядов, идей и способов воздействия // «Кинофронт», 1926, No 9-10, с. 24—25.
- Прим. О — «Предателе» // «Вечерняя Москва», 1926, 21 сент.
- Виленский Э. — Новые фильмы // «Новый зритель», № 39, 1926. — с. 17.
- Вадим — «Предатель» // «Молодой ленинец» (Москва), 1926, 30 сент.
- С-ва Е. — «Предатель» // «Рабочая газета», 1926, 30 сент.